# Bosco di Cessalto
Bosco di Cessalto este o arie protejată (arie specială de conservare — SAC, sit de importanță comunitară — SCI, arie de protecție specială avifaunistică — SPA) din Italia întinsă pe o suprafață de 28 ha, integral pe uscat.

## Localizare
Centrul sitului Bosco di Cessalto este situat la coordonatele 45°41′56″N 12°37′10″E / 45.6988°N 12.619573°E.

## Înființare
Situl Bosco di Cessalto a fost declarat sit de importanță comunitară în septembrie 1995 pentru a proteja 14 specii de animale. Alte tipuri de protecție:
- arie de protecție specială avifaunistică (în august 2003)
- arie specială de conservare (în iulie 2018)[1][2][3]

## Biodiversitate
Situată în ecoregiunea continentală, aria protejată conține 1 habitat natural: Păduri ilirice de stejar și carpen (Erythronio-Carpinion).
La baza desemnării sitului se află mai multe specii protejate:
- păsări (9): uliu păsărar (Accipiter nisus), ciuf-de-pădure (Asio otus), Certhia brachydactyla, porumbel gulerat (Columba palumbus), ciocănitoare pestriță mare (Dendrocopos major), vânturel de seară (Falco vespertinus), ciuf-pitic (Otus scops), ciocănitoarea verde (Picus viridis), țiclete (Sitta europaea)
- amfibieni (3): izvoraș-cu-burta-galbenă (Bombina variegata), Rana latastei, Triturus carnifex
- nevertebrate (2): libelule (Leucorrhinia pectoralis), rădașcă (Lucanus cervus)

Pe lângă speciile protejate, pe teritoriul sitului au mai fost identificate 12 specii de plante, 3 specii de mamifere.